# Bloodscream
Bloodscream — Hemorragia en España—  (originalmente Bloodsport) es un supervillano que aparece en los cómics estadounidenses publicados por Marvel Comics. El personaje suele representarse como un enemigo de Wolverine.

## Historial de publicaciones
La primera aparición de Bloodscream fue en Wolverine vol. 2 #4 (febrero de 1989), y fue creado por Chris Claremont y John Buscema.

## Biografía ficticia
Bloodscream es un ser con rasgos y habilidades similares a los de los vampiros, aunque él mismo no es un vampiro. Bloodscream nació en Inglaterra en el siglo XVI. En su juventud, sirvió como aprendiz de un doctor desconocido antes de llegar a la edad adulta, al estilo típico del Período Tudor. Más tarde él sirvió en la flota pirata de Sir Francis Drake como cirujano naval entre 1577 y 1580.
En 1580, el cirujano resulta mortalmente herido durante un ataque a un galeón español y Drake le indica personalmente que sea tratado por un chamán nativo americano llamado Dagoo. El chamán, sin embargo, es en realidad un nigromante y sólo puede salvar su vida transformándolo en un ser parecido a un vampiro. Enfurecido por su nueva condición, Bloodscream obliga a Dagoo a revelar los ingredientes de la poción que lo había salvado y cómo revertir los efectos. Antes de matar a Dagoo, el nigromante revela que los efectos sólo se revertirán si la poción contiene la sangre de un hombre que no envejece. La mayoría de sus actividades a lo largo de los siglos no se conocen, con la excepción de que lucha continuamente en cualquier guerra que puede, ya que Dagoo le dijo que ahí era donde podría encontrar un inmortal.
Durante el siglo XX, él sirvió como soldado en la Wehrmacht, las fuerzas armadas de la Alemania nazi de 1935 a 1945. El ve acción durante la Segunda Guerra Mundial y se encontró por primera vez con el hombre entonces conocido sólo como Logan, quien más tarde se convertiría en Wolverine, durante la Batalla de Normandía (6 de junio - 25 de agosto de 1944), cuando Wolverine es cabo de las Fuerzas Canadienses. Los dos se involucran en una breve batalla con Bloodscream siendo apuñalado y dado por muerto.
El se encuentra con Wolverine décadas después en Madripoor y se da cuenta de que Wolverine no ha envejecido desde su encuentro con él décadas antes. Esto hace que Bloodscream crea que la sangre de Wolverine funcionará en la fórmula para transformarlo nuevamente en humano. 
El se presenta adecuadamente a Wolverine mientras trabaja en Madripoor como ejecutor criminal con su socio, Roughouse. Durante este tiempo, a menudo entra en conflicto con Wolverine, quien en ese momento estaba en su alter ego como "Patch", aunque nunca pudo derrotarlo. El casi mata a uno de los amigos cercanos de Wolverine, Archie Corrigan, logrando dejarle una cicatriz en el pecho con la huella de una mano antes de ser interrumpido. 
Después de separarse de Roughouse, Bloodscream se asocia con Cylla Markham de los Reavers, quien en ese momento está rastreando a Wolverine por sus propias razones. Él se une a ella para rastrear a Wolverine por todo el desierto canadiense y finalmente lo localizan, aunque tanto él como Cylla están al borde de la muerte por hambre y fatiga. Sabiendo que no tiene ninguna posibilidad contra Wolverine a menos que esté en su mejor momento, Bloodscream se vuelve contra Cylla y le drena la sangre. Bloodscream luego se enfrenta a Wolverine, que está armado con la espada de honor del Clan Yashida. La espada es una katana forjada por herreros demoníacos a partir de un meteorito caído. Como la espada no fue forjada por un hombre mortal, Bloodscream es vulnerable a ella y es derribado por Wolverine, quien nuevamente lo da por muerto.
Sin embargo, Bloodscream reaparece más tarde y revive a los androides Albert y Elsie-Dee, con la esperanza de usarlos para localizar a Wolverine. Más tarde, Bloodscream comienza a trabajar como mercenario nuevamente con Roughouse, los dos fueron contratados por el villano Tarántula Negra por un tiempo antes de ser derrotados y capturados por Spider-Man, aunque no estaban al tanto de esto ya que Spider-Man luchó contra ellos usando sus cuatro nuevas identidades, de intercambiar conocimientos sobre los planes de la Tarántula para su libertad.El se encuentra con Wolverine unas cuantas veces más y recientemente estuvo involucrado en un enfrentamiento con Iron Man en el que fue golpeado. Iron Man lo apuñaló con una espada en su armadura que normalmente se usa para interactuar con sistemas externos. Manteniendo la incapacidad de Bloodscream de ser herido con armas mortalmente forjadas, esta espada fue creada por un robot de ingeniería de Stark Enterprises en lugar de un hombre.
Recientemente, Bloodscream y Roughouse han sido contratados por HYDRA.Ellos entraron en conflicto con la Iniciativa Sombra.Ya decapitado por Typhoid Mary, Bloodscream es derrotado por la aparición de Ant-Man, quien destruye el cuerpo de Bloodscream creciendo dentro de él. Sin embargo, Ant-Man afirma que Bloodscream se habría recuperado, instando así a la Iniciativa Sombra a evacuar la sede de HYDRA.

## Poderes y habilidades
Bloodscream posee una variedad de habilidades sobrehumanas que recuerdan a las que poseen los vampiros sobrenaturales, aunque él mismo no es un verdadero vampiro. No posee ninguna de las vulnerabilidades sobrenaturales o místicas comunes a los verdaderos vampiros. No sufre ningún daño por la luz del sol, la plata o cualquier otra debilidad tradicional del folclore.
Sin embargo, al igual que los verdaderos vampiros, Bloodscream posee fuerza, velocidad, resistencia, agilidad y tiempo de reacción sobrehumanos. Se desconocen todos los límites de las capacidades físicas de Bloodscream, pero están mucho más allá de los de la mayoría de los verdaderos vampiros conocidos.
Bloodscream debe alimentarse regularmente de la sangre o la fuerza vital de otros seres humanos para mantener su vitalidad física. Hay momentos en los que simplemente ingiere sangre y hay otros en los que drena a un individuo de su energía vital. Puede lograr cualquiera de las dos cosas tocando la piel desnuda de la víctima. Si una víctima sobrevive, queda con una cicatriz roja con la forma de la mano de Bloodscream en el punto exacto donde toca a la víctima. También puede resultar, si Bloodscream elige absorber toda la fuerza vital de una víctima, que el cuerpo de la víctima se marchite rápidamente hasta convertirse en una cáscara que envejece rápidamente. Bloodscream es capaz de transformar una víctima muerta en un ser sin sentido parecido a un zombi que se ve obligado a cumplir sus órdenes, aunque rara vez lo hace.
Bloodscream es funcionalmente inmortal en el sentido de que es inmune a los efectos del envejecimiento y a todas las enfermedades conocidas. También ha demostrado la capacidad de curarse rápidamente de lesiones físicas y regenerar tejidos dañados o destruidos, similar al factor de curación mutante de Wolverine. Bloodscream, en el pasado, volvió a colocar su propia cabeza después de ser decapitado por Wolverine. Según el nigromante que lo transformó en su forma actual, Bloodscream no puede ser asesinado por ningún arma creada por un ser mortal, aunque se desconoce si esto es cierto o no. Se sabe que al menos puede ser herido por armas creadas por manos mortales, y Iron Man una vez logró herirlo gravemente con una función de cuchilla en su armadura que había sido creada por un robot de Industrias Stark en lugar de un ser vivo.
Bloodscream también posee poderes limitados para cambiar de forma, capaz de transformarse de su apariencia de vampiro "normal" de piel pálida a una forma más monstruosa. Su mandíbula se expande hasta varios pies de profundidad y sus dientes crecen hasta casi un pie de largo. Los brazos, manos y dedos de Bloodscream también se alargan, y sus uñas crecen hasta alcanzar una longitud similar a la de sus dientes. En este estado, Bloodscream es poco más que un animal y su ansia de sangre alcanza niveles frenéticos.

### Habilidades especiales
Bloodscream es un buen combatiente cuerpo a cuerpo y tiene muchas conexiones en todo el inframundo criminal, lo que aumenta su reputación como mercenario a sueldo. Su dilatada vida le ha otorgado una gran experiencia en materia de guerra naval y piratería.

## En otros medios

### Televisión
- Bloodscream tuvo un cameo en un episodio de la serie X-Men junto con Roughouse, al igual que en la primera serie de cómics de Wolverine en curso.

### Videojuegos
- Bloodscream aparece como un jefe en Wolverine: Adamantium Rage.
- Aunque no se lo ve en el juego, se menciona brevemente que Bloodscream fue asesinado por un grupo de culto llamado "El Círculo de los Ocho" en el juego de Facebook Marvel: Avengers Alliance.